# Línea 3 (Bus Guadalajara)
La línea 3 es una línea regular llamada LINEA 3 de la ciudad de Guadalajara (España). Es operada por la empresa ALSA.
Realiza el recorrido comprendido entre Hospital Universitario y el barrio de Las Lomas, regresando nuevamente al Hospital Universitario. Tiene una frecuencia media de 15 minutos.

## Recorrido Ida
- Hospital
- Avda. Eduardo Guitan (Plaza Europa)
- Avda. Eduardo Guitian (Centro Comercial)
- Avda. Mirador del Balconcillo (Juzgados)
- Salvador Dali n.º 3
- C/ Cifuentes n.º 30
- C/ Cifuentes n.º 45
- Avda. Ejército n.º 5 (Antes Rotonda Aviación Española)
- C/ Bolarque (Centro Acuático)
- Avda. del Vado (Polideportivo)
- Avda. Beleña n.º 18
- Avda. del Atance n.º 8
- Padro de Taracena n.º 9
- Avda. de la Salinera (Glorieta las Cañas)

## Recorrido Vuelta
- Avda. de la Salinera (Glorieta de las Cañas)
- Avda. de la Salinera n.º 11
- Avda. de Alcorlo n.º 3
- Avda. Beleña (Instituto)
- Avda. del Vado n.º 2
- C/ Bolarque (Centro Acuático)
- Avda. del Ejército (Colegio)
- C/ Cardenal González de Mendoza n.º 9
- C/ Sigüenza n.º 21
- C/ Felipe Solano Antelo n.º 8
- C/ Toledo n.º 46
- Hospital